# Sassonia-Coburgo-Eisenach
Il Ducato di Sassonia-Coburgo-Eisenach fu uno dei ducati ernestini di Sassonia della dinastia dei Wettin. 

## Storia
Il ducato si originò da una storia particolare: esso nacque come risultato della suddivisione di Erfurt del 1572 nella quale vennero separati i domini di Coburgo ed Eisenach, i quali erano amministrati da diversi governanti. Dal momento però che entrambi i principi si trovavano ad essere minorenni, i due domini vennero riuniti nelle mani di un'unica persona, il Principe Elettore Augusto di Sassonia.
Nel 1586 il tutoraggio terminò e sia Giovanni Casimiro che Giovanni Ernesto poterono insieme governare il nuovo ducato in maniera unitaria. I due fratelli, però, conclusero un accordo secondo il quale Giovanni Casimiro avrebbe mantenuto il Sassonia-Coburgo, mentre Giovanni Ernesto avrebbe ricevuto il Sassonia-Eisenach. Dal momento che Giovanni Casimiro morì nel 1633 senza eredi, Giovanni Ernesto ereditò i suoi possedimenti tra i quali vi era anche Coburgo. Dal momento che, inoltre, anche Giovanni Ernesto morì nel 1638 senza figli, i possedimenti passarono ad essere divisi tra i loro cugini.